# Resolutie van Khartoem
De Resolutie van Khartoem van 1 september 1967 werd uitgegeven na een conferentie van de leiders van acht Arabische staten. De conferentie volgde op de Zesdaagse Oorlog tussen Israël en de Arabische wereld. De Resolutie van Khartoem was de basis voor de buitenlandse politiek van de deelnemende landen tot de Jom Kipoeroorlog van 1973.
De resolutie hield in:
1. een voortzetting van de strijd tegen Israël
2. het einde van de Arabische olieboycot die tijdens de Zesdaagse Oorlog was uitgeroepen.
3. een einde aan de oorlog in Jemen
4. economische hulp voor Egypte en Jordanië

De derde alinea van de resolutie bevat bepalingen die als de "three no's" bekend werden:
1. NO peace with Israel – geen vrede met Israël
2. NO recognition of Israel – geen erkenning van Israël
3. NO negotiations with Israel – geen onderhandelingen met Israël